# Lijst van premiers van Libanon
Op deze pagina staat een lijst van de premiers van Libanon. 

## Premiers van Libanon (1926-heden)

### Voor de onafhankelijkheid (1926-1943)
| Premier | Premier                       | Ambtstermijn      | Ambtstermijn      |                 |
| ------- | ----------------------------- | ----------------- | ----------------- | --------------- |
|         | Auguste Adib Pacha            | 31 mei 1926       | 5 mei 1927        | maroniet        |
|         | Beshara al-Khoury (1890-1964) | 5 mei 1927        | 10 augustus 1928  | maroniet        |
|         | Habib Pacha Es-Saad           | 10 augustus 1928  | 9 mei 1929        | maroniet        |
|         | Beshara al-Khoury (1890-1964) | 9 mei 1929        | 11 oktober 1929   | maroniet        |
|         | Emile Edde                    | 11 oktober 1929   | 25 maart 1930     | maroniet        |
|         | Auguste Adib Pacha            | 25 maart 1930     | 9 maart 1932      | maroniet        |
|         | Charles Debbas                | 9 maart 1932      | 29 januari 1934   | Grieks-orthodox |
|         | Abdullah Bayhum               | 29 januari 1934   | 30 januari 1936   | soenniet        |
|         | Ayub Thabit                   | 30 januari 1936   | 5 januari 1937    | protestant      |
|         | Khayreddin al-Ahdab           | 5 januari 1937    | 18 maart 1938     | soenniet        |
|         | Khaled Chehab                 | 18 maart 1938     | 24 oktober 1938   | soenniet        |
|         | Abdullah Aref al-Yafi         | 24 oktober 1938   | 21 september 1939 | soenniet        |
|         | Abdullah Bayhum               | 21 september 1939 | 4 april 1941      | soenniet        |
|         | Alfred Georges Naqqache       | 7 april 1941      | 26 november 1941  | maroniet        |
|         | Ahmed Daouk                   | 1 december 1941   | 26 juli 1942      | soenniet        |
|         | Sami as-Solh                  | 26 juli 1942      | 22 maart 1943     | soenniet        |
|         | Ayub Thabit                   | 22 maart 1943     | 21 juli 1943      | protestant      |
|         | Petro Trad                    | 1 augustus 1943   | 25 september 1943 | Grieks-orthodox |

### Na de onafhankelijkheid (allensoennieten[1]) (1943-heden)
| Premier | Premier                                                  | Ambtstermijn             | Ambtstermijn             |
| ------- | -------------------------------------------------------- | ------------------------ | ------------------------ |
|         | Riad as-Solh                                             | 25 september 1943        | 10 januari 1945          |
|         | Abdul Hamid Karami                                       | 10 januari 1945          | 20 augustus 1945         |
|         | Sami as-Solh                                             | 23 augustus 1945         | 22 mei 1946              |
|         | Saadi al-Munla                                           | 22 mei 1946              | 14 december 1946         |
|         | Riad as-Solh                                             | 14 december 1946         | 14 februari 1951         |
|         | Hussein al-Oweini                                        | 14 februari 1951         | 7 april 1951             |
|         | Abdullah Aref al-Yafi                                    | 7 april 1951             | 11 februari 1952         |
|         | Sami as-Solh                                             | 11 februari 1952         | 9 september 1952         |
|         | Nazim al-Akkari                                          | 10 t/m 14 september 1952 | 10 t/m 14 september 1952 |
|         | Saeb Salam                                               | 14 t/m 18 september 1952 | 14 t/m 18 september 1952 |
|         | Abdullah Aref al-Yafi                                    | 24 t/m 30 september 1952 | 24 t/m 30 september 1952 |
|         | Khaled Chehab                                            | 1 oktober 1952           | 1 mei 1953               |
|         | Saeb Salam                                               | 1 mei 1953               | 16 augustus 1953         |
|         | Abdullah Aref al-Yafi                                    | 16 augustus 1953         | 16 september 1954        |
|         | Sami as-Solh                                             | 16 september 1954        | 19 september 1955        |
|         | Rashid Karami (1921-1987)                                | 19 september 1955        | 20 maart 1956            |
|         | Abdullah Aref al-Yafi                                    | 20 maart 1956            | 18 november 1956         |
|         | Sami as-Solh                                             | 18 november 1956         | 20 september 1958        |
|         | Khalil al-Hibri                                          | 20 t/m 24 september 1958 | 20 t/m 24 september 1958 |
|         | Rashid Karami (1921-1987)                                | 24 september 1958        | 14 mei 1960              |
|         | Ahmed Daouk                                              | 14 mei 1960              | 1 augustus 1960          |
|         | Saeb Salam                                               | 2 augustus 1960          | 31 oktober 1961          |
|         | Rashid Karami (1921-1987)                                | 31 oktober 1961          | 20 februari 1964         |
|         | Hussein al-Oweini                                        | 20 februari 1964         | 25 juli 1965             |
|         | Rashid Karami (1921-1987)                                | 25 juli 1965             | 9 april 1966             |
|         | Abdullah Aref al-Yari                                    | 9 april 1966             | 2 december 1966          |
|         | Rashid Karami (1921-1987)                                | 7 december 1966          | 8 februari 1968          |
|         | Abdullah Aref al-Yafi                                    | 8 februari 1968          | 15 januari 1969          |
|         | Rashid Karami (1921-1987)                                | 15 januari 1969          | 13 oktober 1970          |
|         | Saeb Salam                                               | 13 oktober 1970          | 25 april 1973            |
|         | Amin al-Hafez                                            | 25 april 1973            | 21 juni 1973             |
|         | Takieddin as-Solh                                        | 21 juni 1973             | 31 oktober 1974          |
|         | Rashid as-Solh                                           | 31 oktober 1974          | 24 mei 1975              |
|         | Nureddin Rifai                                           | 24 mei 1975              | 30 juni 1975             |
|         | Rashid Karami (1921-1987)                                | 1 juli 1975              | 8 december 1976          |
|         | Selim al-Hoss (1929)                                     | 8 december 1976          | 20 juli 1980             |
|         | Takieddin as-Solh                                        | 20 juli 1980             | 25 oktober 1980          |
|         | Shafik Wazzan                                            | 25 oktober 1980          | 30 april 1984            |
|         | Rashid Karami (1921-1987)                                | 30 april 1984            | 1 juni 1987              |
|         | Selim al-Hoss (1929)                                     | 1 juni 1987              | 24 december 1990         |
|         | Michel Aoun (1933) (niet internationaal erkend) maroniet | 22 september 1988        | 13 oktober 1990          |
|         | Omar Karami (1934-2015)                                  | 24 december 1990         | 13 mei 1992              |
|         | Rashid as-Solh                                           | 13 mei 1992              | 31 oktober 1992          |
|         | Rafik Hariri (1944-2005)                                 | 31 oktober 1992          | 2 december 1998          |
|         | Selim al-Hoss (1929)                                     | 2 december 1998          | 23 oktober 2000          |
|         | Rafik Hariri (1944-2005)                                 | 23 oktober 2000          | 21 oktober 2004          |
|         | Omar Karami (1934-2015)                                  | 21 oktober 2004          | 15 april 2005            |
|         | Najib Mikati (1955)                                      | 15 april 2005            | 30 juni 2005             |
|         | Fouad Siniora (1943)                                     | 12 juli 2005             | 9 november 2009          |
|         | Saad Hariri (1970)                                       | 9 november 2009          | 25 januari 2011          |
|         | Najib Mikati (1955)                                      | 25 januari 2011          | 15 februari 2014         |
|         | Tammam Salam (1945)                                      | 15 februari 2014         | 18 december 2016         |
|         | Saad Hariri (1970)                                       | 18 december 2016         | 21 januari 2020          |
|         | Hassan Diab (1959)                                       | 21 januari 2020          | 10 september 2021        |
|         | Najib Mikati (1955)                                      | 10 september 2021        | huidig                   |

## Verwijzing
1. ↑  Met uitzondering van Michel Aoun